# Dendropsophus rossalleni
Espèce
Synonymes
- Hyla alleni Goin, 1957 nec Cope, 1870
- Hyla rossalleni Goin, 1959

Statut de conservation UICN

 LC  : Préoccupation mineure
Dendropsophus rossalleni est une espèce d'amphibiens de la famille des Hylidae.

## Répartition
Elle se rencontre dans le bassin amazonien jusqu'à 200 m d'altitude :
- en Colombie dans le département d'Amazonas ;
- au Brésil dans l'État d'Acre, d'Amazonas et du Pará ;
- en Équateur ;
- au Pérou dans la région de Loreto.

## Étymologie
Cette espèce est nommée en l'honneur d'Ensil Ross Allen.

## Publications originales
- Goin, 1957 : Descriptions of two new frogs from Colombia. Journal of the Washington Academy of Sciences, vol. 47, p. 60-63 (texte intégral).
- Goin, 1959 : A Synonym and a Homonym in the Frog Genus Hyla. Copeia, vol. 1959, no 4, p. 340-341.